# Piggott, Arkansas
Piggott är en av två administrativa huvudorter i Clay County i Arkansas. Orten har fått sitt namn efter bosättaren James A. Piggott. Ursprungligen hette orten Huston efter en annan bosättare, Sam Huston. Enligt 2010 års folkräkning hade Piggott 3 849 invånare.